# Топшини
Топшини (пол. Toprzyny, нім. Topprienen) — село в Польщі, у гміні Гурово-Ілавецьке Бартошицького повіту Вармінсько-Мазурського воєводства.
Населення — 125 осіб (2011).

## Демографія
Демографічна структура станом на 31 березня 2011 року:
|          | Загалом | Допрацездатний вік | Працездатний вік | Постпрацездатний вік |
| -------- | ------- | ------------------ | ---------------- | -------------------- |
| Чоловіки | 63      | 19                 | 35               | 9                    |
| Жінки    | 62      | 17                 | 30               | 15                   |
| Разом    | 125     | 36                 | 65               | 24                   |